# Ernst Julius Hähnel
Ernst Julius Hähnel (Drezda, 1811. március 9. – Drezda, 1891. május 22.) német szobrász.

## Pályafutása
Drezdában és Münchenben először építészetet, majd szobrászatot tanult. Tanulmányait Rómában fejezte be. Visszatért Münchenbe, majd 1838-ban Drezdába ment, ahol megalkotta az új színház szoborműveinek egy részét, de ezek a színházban keletkezett tűzvészben mind tönkrementek. Első kiváló művei: Beethoven ércszobra Bonnban (1845); IV. Károly császár nagy szobra Prágában (1846); Madonna (1850). A drezdai új múzeum számára számos domborművön kívül hat homokkő szobrot készített: Nagy Sándor, Lüszipposz, Michelangelo, Dante, Peter von Cornelius, Raffaello. Közöttük a legsikerültebb alkotás és a legnépszerűbb német szobrok egyike az utolsó. Raffaello szobrát többször is elkészítette. A legszebbek közülük a berlini képtárban és a lipcsei múzeumban található márványszobrok. Későbbi művei: II. Frigyes Áost Szászország királyának szobra Drezdában (1867); Schwarzenberg herceg lovasszobra Bécsben (1864); Theodor Körner szobra Drezdában (1871); Frigyes Vilmos braunschweig–lüneburgi herceg szobra Braunschweigban; Leibniz bronzszobra Lipcsében (1883). Legkiválóbb művei a bécsi operaház számára készített szoborművei, melyek legjobban megfeleltek antikizáló, ideális irányának, hatalmas dekoratív képzeletének. 1859-ben a lipcsei egyetem tiszteletbeli doktora lett.